# Експериментатор (фільм)
«Експериментатор» (англ. Experimenter) — американський біографічно-драматичний фільм, написаний та знятий Майклом Альмерейдою. У головних ролях — Пітер Сарсгаард, Терін Меннінг, Келлан Латц, Вайнона Райдер, Антон Єльчін, Джон Легуїзамо, Лорі Сінгер, Денніс Гейсберт, Ентоні Едвардс та Джим Гаффіган. 16 жовтня 2015 року відбувся обмежений прокат фільму, а також реліз на фізичних носіях.

## Сюжет
Відомий соціальний психолог Стенлі Мілгрем, в 1961 році провів ряд радикальних експериментів поведінки, які перевіряли звичайних людей на готовність підкорятися владі

## У ролях
- Пітер Сарсгаард — Стенлі Мілґрем
- Терін Меннінг — Місіс Лоу
- Келлан Латц — Вільям Шетнер
- Вайнона Райдер — Саша Менкін Мілґрем
- Антон Єльчін — Ренселір
- Джон Леґвізамо — Тейлор
- Лорі Сінгер — Флоренц
- Денніс Гейсберт — Оссі Девіс
- Ентоні Едвардс — Міллер
- Джим Ґеффіґен — Джеймс Макдонаф
- Бетті Ґабріель — Саллі
- Френк Гартс — Вашингтон

## Виробництво
13 травня 2015 року до акторського складу фільму приєднались Пітер Сарсгаард та Вайнона Райдер. 30 червня приєднались 
Келлан Латц, Терін Меннінг, Антон Єльчін, Ентоні Едвардс та Едоардо Баллеріні. 5 червня 2015 року почалися основне знімання у Нью-Йорку.

## Випуск
Прем'єра фільму відбулась 25 січня 2015 року на кінофестивалі «Санденс». 26 березня 2015 року Magnolia Pictures отримала права на розповсюдження фільму. 16 жовтня 2015 року відбудеться обмежений прокат фільму, а також реліз на фізичних носіях.

## Визнання
| Нагороди та номінації фільму «Експериментатор» | Нагороди та номінації фільму «Експериментатор» | Нагороди та номінації фільму «Експериментатор» | Нагороди та номінації фільму «Експериментатор» | Нагороди та номінації фільму «Експериментатор» | Нагороди та номінації фільму «Експериментатор» |
| Рік                                            | Кінопремія / Кінофестиваль                     | Категорія / Нагорода                           | Номінант                                       | Результат                                      |                                                |
| ---------------------------------------------- | ---------------------------------------------- | ---------------------------------------------- | ---------------------------------------------- | ---------------------------------------------- | ---------------------------------------------- |
| 2015                                           | Кінопремія «Готем»                             | Найкращий актор                                | Пітер Сарсгаард                                | Номінація                                      |                                                |